# Margery Kempe
Margery Kempe (King´s Lynn, 1373 – Norfolk, después de 1438) fue una mística cristiana inglesa, conocida por dictar El libro de Margery Kempe, una obra considerada por algunos como la primera autobiografía en el idioma inglés. Este libro es la crónica, hasta cierto punto, de sus amplias peregrinaciones a diversos santuarios en Europa y Tierra Santa, así como sus conversaciones místicas con Dios. Se la honra en la Comunión anglicana.

## Trayectoria

### Primeros años
Nació como Margery Brunham en King's Lynn (entonces Bishop's Lynn), Norfolk, Reino de Inglaterra alrededor del año 1373. Su padre, John Brunham, fue un comerciante en Lynn, cinco veces alcalde, y miembro del Parlamento seis veces, y quien luego se convirtió en coroner y juez de paz. Su fortuna mercantil pudo haberse visto negativamente afectada por los reversos de la economía, especialmente en el comercio de la lana, en los años 1390. La primera documentación de la familia Brunham es la mención de su abuelo, Ralph de Brunham en 1320 en el Red Register de Lynn. Para el año 1340 él se unió al Parlamento de Lynn El hermano de Margery, Robert, se convirtió en miembro del Parlamento en 1402 y 1417. Margery y su familia vivieron como ciudadanos burgueses en Lynn. No quedan registros de ninguna educación formal que Margery pudiera haber recibido, y de adulta, un sacerdote le leyó varias “obras de devoción religiosa” en inglés lo que sugiere que ella no sabía leer por sí misma, aunque parece haber aprendido varios textos de memoria y era propietaria de varios libros. Sin embargo, en lugar de permitir que su carencia de alfabetización fuese una barrera para su devoción religiosa, se impuso memorizar las escrituras. Según Jane Beal en su análisis de la vida de Kempe, a Margery se le enseñó el Padrenuestro, el Ave María, los Diez Mandamientos y otras “virtudes, vicios, y artículos de fe”.. "Margery Kempe." British Writers: Supplement 12. Ed. Jay Parini. Detroit: Charles Scribner's Sons, 2007

### Vida
Alrededor de los 20 años de edad, Margery Brunham se casó con un hombre de Norfolk llamado John Kempe, que al final se convirtió en oficial de la ciudad en 1394. Margery y John tuvieron al menos 14 hijos, algunos de los cuales posiblemente murieron durante la infancia. Sin embargo, está documentado que su hijo mayor, John, sobrevivió hasta la adultez. A lo largo de su matrimonio, los negocios de elaboración de cerveza y la molienda de grano de Margery fracasaron. Se cree que estos acontecimientos hicieron que ella se convirtiera en devota de Jesús y hacia el concepto de salvación religiosa.
Kempe fue una cristiana católica ortodoxa y, como otros místicos medievales, creyó ser llamada a una "mayor intimidad con Cristo" a través de múltiples visiones y experiencias que tuvo de adulta. Después del nacimiento de su primer hijo, pasó por un período de locura durante casi ocho meses. En su locura, dijo que había visto a numerosos demonios atacándola y ordenándole “renunciar a su fe, su familia y sus amigos” y que también la impulsaban a suicidarse. Luego, también sostuvo que tuvo una visión de Jesucristo en forma de un hombre que le preguntó “Hija, ¿por qué has renunciado a mí, que nunca te abandoné?”. Margery afirmó que tenía visitas y conversaciones con Jesús, María, Dios y otras figuras religiosas y que tuvo visiones de ser una participante activa durante el nacimiento y la crucifixión de Cristo. Estas visiones y alucinaciones afectaron físicamente a sus sentidos corporales, haciendo que oyera sonidos y oliera olores desconocidos y extraños. A menudo oía una música celestial que la hacía llorar y quería vivir una vida casta. Según Beal, “Margery encontró otras formas de expresar la intensidad de su devoción hacia Dios. Rezaba por un matrimonio casto, iba a confesar dos o tres veces al día, rezaba pronto y a menudo cada día en la iglesia, llevaba una camisa de pelo, y voluntariamente sufría cualquier respuesta negativa que su comunidad expresaba en respuesta a sus formas extremas de devoción”. Kempe también fue conocida en su comunidad por su llanto constante mientras rogaba a Cristo por su misericordia y perdón.
Según Beal,  “no vivió como una monja,” pero llevó a cabo “una vida de devoción, oración, y lágrimas en público”. En cierto momento de su vida, ella incluso fue presa por el clero y oficiales de la ciudad y la amenazaron con la posibilidad de violarla; sin embargo, no consta que fuera sexualmente atacada. Finalmente, en los años 1420, Kempe dictó su Libro de Margery Kempe que ilustra sus visiones, experiencias místicas y religiosas y sus “tentaciones por lascivia, sus viajes, y su juicio por herejía”. Su libro es también considerado la primera autobiografía escrita en inglés.

### El libro de Margery Kempe
El Libro de Kempe empieza justo después de su matrimonio, y relata la experiencia de su difícil primer embarazo. Enfermó al dar a luz y temió por su vida. Llamó a un sacerdote para que lo oyera en confesión, pues tenía un "pecado secreto" que le pesaba en la conciencia desde hacía mucho tiempo. El sacerdote empezó a censurarla antes de que pudiera divulgar este pecado en su totalidad, y luego se marchó. Temiendo la condena eterna, cayó en un estado de autoengaño, en la que veía diablos. Fue encadenada en una habitación durante seis meses.
Posiblemente en 1413, Kempe visitó a la mística y anacoreta Juliana de Norwich. Según su propio relato, Kempe visitó a Juliana (posiblemente en 1413) y permaneció allí durante varios días. A finales de 1413 abandonó Yarmouth y marchó en peregrinación a Tierra Santa, vía Constanza y Venecia, viviendo de la limosna. Llegó a Jerusalén y visitó el Calvario y la Iglesia del Santo Sepulcro. Luego regresó a Venecia y visitó Asís y Roma. Volvió a Inglaterra después de la Pascua de 1415.
En 1417, marchó de nuevo en peregrinación hacia Santiago de Compostela, viajando por Bristol, donde se quedó con Thomas Peverel, obispo de Worcester. A su regreso de España visitó el santuario de la Santa Sangre en Hailes, en Gloucestershire, y luego marchó a Leicester. Visitó otros lugares santos en Inglaterra. Su libro está formado por una serie de relatos de sus viajes, aunque una sección final incluye una serie de oraciones.

### Últimos años
Desde los años 1420, Kempe vivió separada de su esposo. Cuando enfermó, sin embargo, regresó a Lynn para ser su enfermera. Su hijo, que vivía en Alemania, también volvió a Lynn con su esposa. Sin embargo, tanto su hijo como su esposo murieron en 1431. La última sección de su libro trata de un viaje, que empezó en abril de 1433, pretendiendo viajar a Danzig con su nuera. Desde Danzig, Kempe visitó la reliquia de la Santa Sangre de Wilsnack. Luego viajó a Aquisgrán, y después regresó a Lynn por Calais y Londres, donde visitó la abadía de Sion.
En 1438, el año en que su libro se sabe que acabó, una "Margueria Kempe", quien pudo haber sido Margery Kempe, fue admitida en la cofradía de la Trinidad de Lynn. No se sabe si es la misma mujer, sin embargo, y no se sabe cuándo o dónde murió.

## Significado
Kempe y su Libro son significativos porque expresan la tensión en la Inglaterra de la Baja Edad Media entre la ortodoxia institucional y los modos progresivamente públicos de disidencia religiosa, especialmente aquellos de los lolardos.[cita requerida] Aunque en su carrera espiritual, Kempe fue desafiada por las autoridades civiles o religiosas sobre su adhesión a las enseñanzas de la iglesia institucional. 

## Veneración
Kempe es honrada en la iglesia de Inglaterra el 9 de noviembre y en la iglesia Episcopal (EE. UU.) junto con Richard Rolle y Walter Hilton el 28 de septiembre.

## Para saber más
- Arnold, John y Katherine Lewis. A Companion to the Book of Margery Kempe, Woodbridge Suffolk: Boydell and Brewer, 1994.
- Bhattacharji, Santha. God Is An Earthquake: The Spirituality of Margery Kempe, London: Darton, Longman and Todd, 1997.
- Dinshaw, Carolyn.  Getting Medieval: Sexualities and Communities, Pre- and Postmodern.
- Glenn, Cheryl.  “Popular Literacy in the Middle Ages: The Book of Margery Kempe.” In Popular Literacy: Studies in Cultural Practices and Poetics, ed. John Trimbur. (Pittsburgh, Pa.: University of Pittsburgh Press, 2001).
- Leyser, H. (2003). "Women and the word of God", In D. Wood (ed.). Women and Religion in Medieval England. Oxford: Oxbow. pp 32–45. ISBN 1-84217-098-8
- Lochrie, Karma. “The Book of Margery Kempe: The Marginal Woman’s Quest for Literary Authority”,  Journal of Medieval and Renaissance Studies 16 (1986): 33–55.
- Staley, Lynn. ""Margery Kempe's Dissenting Fictions", in D. Wood (ed.). Women and Religion in Medieval England, University Park: Pennsylvania State University Press, 1994.  ISBN 1-84217-098-8
- Swanson, R. (2003). "Will the real Margery Kempe please stand up!", In D. Wood (ed.). Women and Religion in Medieval England, Oxford: Oxbow. pp 141–65 ISBN 1-84217-098-8
- Watt, Diane, Secretaries of God. Cambridge UK: D. S. Brewer, 1997.
- Watt, Diane, Medieval Women's Writing. Cambridge UK: Polity, 2007.
- Witalisz, Wladislaw, "Authority and the Female Voice in Middle English Mystical Writings: Julian of Norwich and Margery Kempe," in: Homo Narrans: Texts and Essays in Honor of Jerome Klinkowitz, ed. Zygmunt Mazur and Richard Utz (Cracow: Jagiellonian University Press, 2004), pp 207–18.